# 17. Infanterie-Division (Wehrmacht)
Die 17. Infanterie-Division (kurz: 17. ID) war ein Großverband des Heeres der deutschen Wehrmacht.

## Divisionsgeschichte

### Aufstellung
Die Division wurde am 1. Oktober 1934 in Nürnberg im Wehrkreis VII unter dem Decknamen Infanterieführer VII aufgestellt. Ihr unterstellt waren das Infanterie-Regiment „Nürnberg“, ehemals 21. (Bayer.) Infanterie-Regiment, von der früheren 7. Division der Reichswehr und das aus Abgaben des ersteren neuaufgestellte Infanterie-Regiment „Bayreuth“, sowie das aus dem 7. (Bayer.) Artillerie-Regiment hervorgegangene Artillerie-Regiment „Nürnberg“. Ferner erhielt die Division ein Pionier-Bataillon in Ingolstadt und eine Nachrichten-Abteilung. Am 15. Oktober 1935 erfolgte mit der Enttarnung der Verbände die Umbenennung in 17. Infanterie-Division. Gleichzeitig trat das in Ingolstadt aus Abgaben des Infanterie-Regiments Nürnberg aufgestellte Infanterie-Regiment 63 zur Division. Im Oktober 1937 erhielt die Division bei der Unterstellung unter den neuen Wehrkreis XIII ihre endgültige Form mit den Infanterie-Regimentern 21, 55 und 95. 

### Anschluss Österreichs
Im März 1938 nahm die Division am Anschluss Österreichs teil.

### Polenfeldzug
Nach der Mobilmachung im August 1939 als Division der 1. Aufstellungswelle nahm die 17. Infanterie-Division als Teil des XIII. Armeekorps der 8. Armee beim Überfall auf Polen an den Grenzkämpfen in Westpolen teil, außerdem im Gefecht um Wiesuszow, die Warthe-Linie und die Windmühlenhöhen bei Belen. Nach der Einnahme von Łódź kämpfte die 17. Infanterie-Division bei Ozorków, Kiernozia und Zaluskow. Nach dem Abschluss des Feldzugs erfolgte die Verlegung in die Eifel, später in den Raum Trier, und die Vorbereitung auf den Westfeldzug.

### Westfeldzug

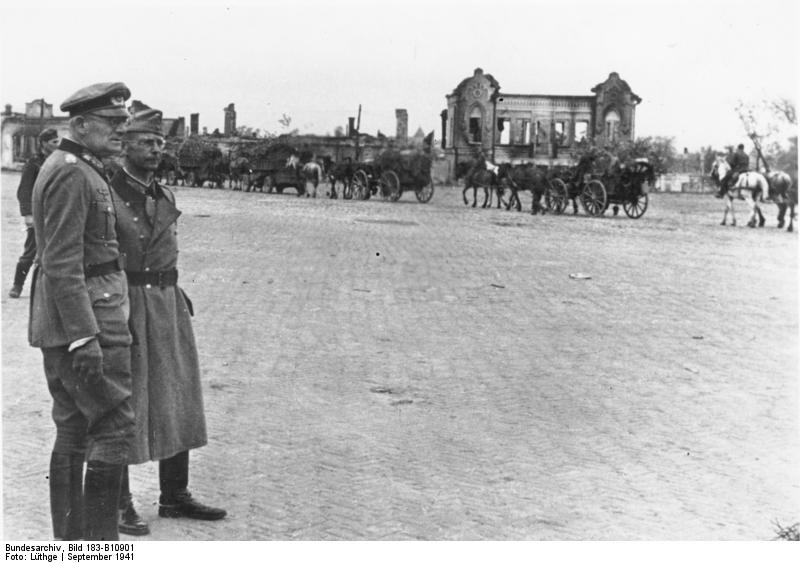
Maximilian von Weichs im Vordergrund mit Herbert Loch bei einer Parade bespannter deutscher Truppeneinheiten der Division, Tschernigow, September 1941

1940 war die Division als Teil der Heeresgruppe A am Westwall im Einsatz, marschierte durch Luxemburg, eroberte die Festung Longwy und wurde am Chiers und der Aisne in Gefechte verwickelt. Die französische Armee wurde bis Dijon über den Rhein-Marne-Kanal verfolgt. Nach dem Westfeldzug wurde die Division in Frankreich auf das später abgesagte Unternehmen Seelöwe vorbereitet. Anfang Juni 1941 erfolgte die Verlegung nach Polen in Vorbereitung auf das Unternehmen Barbarossa, den Überfall auf die Sowjetunion.

### Unternehmen Barbarossa
Am 22. Juni 1941 überschritt die 17. Infanterie-Division als Teil der 4. Armee der Heeresgruppe Mitte die Grenze, kämpfte danach bei Brest-Litowsk, Białystok und Slonim und erreichte den Dnepr. Am 29. Juni 1941 im Gefecht von Popielewo in den Wäldern von Bialystok bildete die 17. ID den Amboss und eine Auffanglinie im Norden, während die 78. Infanterie-Division das Waldgebiet durchkämmte und ca. 3.000 Rotarmisten auf die Abfangstellungen drängte. Bei Propoisk, Gomel, Tschernigow und an der Desna wurde sie ebenfalls in Kämpfe verwickelt. Im Winter 1941 erfolgte ein vergeblicher Vorstoß auf Moskau. Die 17. Infanterie-Division kämpfte um den Brückenkopf Kremenki und war im Raum Juchnow an den Rückzugskämpfen auf die Worja-Ugra-Verteidigungsstellung beteiligt. Vom März bis Juni 1942 mussten mehrere Regimenter wegen schwerer Verluste aufgelöst und neu gebildet werden.

### Besatzungsaufgaben Frankreich 1942
Im Juni 1942 wurde die Division nach Frankreich verlegt, wo sie Küstenschutzaufgaben im Raum zwischen Brest und Lorient ausübte. Am 15. Oktober 1942 wurden alle Infanterie-Regimenter in Grenadier-Regimenter umbenannt.

### Verlegung an die Ostfront 1943
1943 kehrte die 17. Infanterie-Division an die Ostfront zurück, kämpfte bei Pokrowskoje an der Mius-Stellung und musste sich schließlich in den Brückenkopf Nikopol zurückziehen.
1944 zog sich die Division in der Südukraine von der vorrückenden Roten Armee zurück und entkam der Kesselschlacht von Jassy, nach der sie nach Polen verlegt wurde. Die 17. Infanterie-Division wurde im Januar 1945 an der Weichsel vollständig vernichtet. 

### Neuaufstellung 1945 & Kapitulation
Neu aufgestellt im März 1945, musste sie bei Kriegsende vor der Roten Armee in der Tschechoslowakei kapitulieren.

## Unterstellung und Einsatzräume
| Datum                      | Korps         | Armee      | Heeresgruppe | Einsatzraum        |
| -------------------------- | ------------- | ---------- | ------------ | ------------------ |
| September 1939             | XIII.         | 8.         | Süd          | Schlesien, Polen   |
| Oktober 1939               | III.          | 6.         | B            | Eifel              |
| Dezember 1939              | XIII.         | 16.        | A            | Trier              |
| Januar–Mai 1940            | XIII.         | 16.        | A            | Trier, Luxemburg   |
| Juni 1940                  | XIII.         | 12.        | A            | Frankreich (Aisne) |
| Juli 1940                  | XIII.         | 9.         | A            | Frankreich         |
| August–Februar 1941        | XIII.         | 16.        | A            | Frankreich         |
| März 1941                  | XXIII.        | 16.        | A            | Frankreich         |
| April 1941                 | XXXVII.       | 16.        | A            | Frankreich         |
| Mai 1941                   | XXXVII.       | 15.        | D            | Frankreich         |
| Juni 1941                  | XIII.         | 4.         | Mitte        | Brest-Litowsk      |
| Juli 1941                  | IX.           | 4.         | Mitte        | Białystok          |
| August bis Oktober 1941    | XIII.         | 2.         | Mitte        | Gomel, Tschernigow |
| November bis Dezember 1941 | XIII.         | 4.         | Mitte        | vor Moskau         |
| Januar bis Februar 1942    | XII.          | 4.         | Mitte        | Juchnow            |
| März bis April 1942        | XX.           | 4. Panzer- | Mitte        | Gschatsk b. Rschew |
| Mai 1942                   | zur Verfügung | 3. Panzer- | Mitte        | Gschatsk b. Rschew |
| Juni 1942 bis März 1943    | XXV.          | 7.         | D            | Bretagne           |
| April 1943                 | zur Verfügung | 6.         | Süd          | Mius               |
| Mai bis September 1943     | XXIX.         | 6.         | Süd          | Mius               |
| Oktober 1943               | XXIX.         | 6.         | –            | Dnepr, Nikopol     |
| November 1943              | XXIX.         | 1. Panzer- | Süd          | Dnepr, Nikopol     |
| Dezember 1943              | IV.           | 1. Panzer- | Süd          | Dnepr, Nikopol     |
| Januar bis Februar 1944    | IV.           | 6.         | Süd          | Dnepr, Nikopol     |
| März 1944                  | XVII.         | 6.         | A            | Uman               |
| April 1944                 | XVII.         | 6.         | Südukraine   | Kischinew          |
| Mai 1944                   | XXXX.         | 6.         | Südukraine   | Kischinew          |
| Juni 1944                  | LII.          | 6.         | Südukraine   | Kischinew          |
| Juli 1944                  | zur Verfügung | 8.         | Südukraine   | Jassy              |
| August 1944                | XXXXVI.       | 9.         | Mitte        | Warka, Radom       |
| September bis Oktober 1944 | VIII.         | 9.         | Mitte        | Warka, Radom       |
| November bis Dezember 1944 | LVI.          | 4. Panzer- | A            | Warka, Radom       |
| Januar 1945                | LVI.          | 9.         | A            | Warka, Radom       |
| Februar 1945               | zur Verfügung | –          | Mitte        | Lissa, Oder        |
| April 1945                 | VIII.         | 17.        | Mitte        | Görlitz            |
| Mai 1945                   | PzK GD        | 17.        | Mitte        | Riesengebirge      |

## Gliederung
Veränderungen in der Gliederung der 17. ID von 1939 bis 1945
| 1939                      | 1942                     | 1944                     |
| ------------------------- | ------------------------ | ------------------------ |
| Infanterie-Regiment 21    | Grenadier-Regiment 21    | Grenadier-Regiment 21    |
| Infanterie-Regiment 55    | Grenadier-Regiment 55    | Grenadier-Regiment 55    |
| Infanterie-Regiment 95    | Grenadier-Regiment 95    | Grenadier-Regiment 95    |
| –                         | –                        | Füsilier-Bataillon 17    |
| Aufklärungs-Abteilung 17  | Radfahr-Bataillon 17     | –                        |
| Beobachtungs-Abteilung 17 | –                        | –                        |
| Artillerie-Regiment 17    |                          |                          |
| Pionier-Bataillon 17      |                          |                          |
| Panzerabwehr-Abteilung 17 | Panzerjäger-Abteilung 17 | Panzerjäger-Abteilung 17 |
| Nachrichten-Abteilung 17  |                          |                          |
| Feldersatz-Bataillon 17   |                          |                          |
| Versorgungseinheiten 17   |                          |                          |

Das Artillerie-Regiment 17 unterteilte sich in die Abteilungen I bis III und hatte zusätzlich die I. Abteilung des Artillerie-Regiments 53 in der Unterstellung.

## Personen

### Kommandeure
| Dienstzeit                          | Dienstgrad                   | Name                      |
| ----------------------------------- | ---------------------------- | ------------------------- |
| 15. Oktober 1935 bis 1. März 1936   | Generalmajor                 | Eugen Ritter von Schobert |
| 1. März 1936 bis 1. Oktober 1937    | Generalleutnant              | Curt Haase                |
| 12. Oktober 1937 bis 1. April 1939  | Generalleutnant              | Erich Friderici           |
| 1. April 1939 bis 27. Oktober 1941  | Generalmajor/Generalleutnant | Herbert Loch              |
| 27. Oktober bis 25. Dezember 1941   | Generalmajor                 | Ernst Güntzel             |
| 25. Dezember 1941 bis 1. April 1943 | Generalmajor/Generalleutnant | Gustav-Adolf von Zangen   |
| 1. April bis 17. September 1943     | Oberst/Generalmajor          | Richard Zimmer            |
| 17. September bis 11. November 1943 | Generalmajor                 | Kurt Kruse (m.st.F.b.)    |
| Februar bis 15. März 1944           | Oberst                       | Otto-Hermann Brücker      |
| 15. März bis 16. April 1944         | Oberst                       | Georg Haus                |
| 16. April bis Mai 1944              | Oberst                       | Otto-Hermann Brücker      |
| Mai bis 4. September 1944           | Generalleutnant              | Richard Zimmer            |
| 4. September 1944 bis 8. Mai 1945   | Oberst/Generalmajor          | Max Sachsenheimer         |

### Generalstabsoffiziere (Ia)
| Dienstzeit                          | Dienstgrad     | Name                          |
| ----------------------------------- | -------------- | ----------------------------- |
| 1. November 1938 bis Oktober 1939   | Oberstleutnant | Siegfried Rasp                |
| Oktober 1939 bis Februar 1940       | Oberstleutnant | Kurt Freiherr von Liebenstein |
| Februar bis Juni 1940               | Oberstleutnant | Paul Gäthgens                 |
| Juni 1940 bis Februar 1941          | Oberstleutnant | Bernhard Pezold               |
| Februar 1941 bis Mai 1942           | Major          | Hans Dieckmann                |
| Mai 1942 bis Juli 1943              | Oberstleutnant | Wilhelm Freiherr von Maltzahn |
| 12. Juli bis 27. August 1943        | Oberstleutnant | Eduard Schwandner             |
| 27. August 1943 bis 25. August 1944 | Oberstleutnant | Leo Waldmüller                |
| 25. August 1944 bis 29. Januar 1945 | Major          | Hermann Kesselheim            |
| 29. Januar bis 15. März 1945        | Major          | Josef Bailer                  |
| 15. März bis Mai 1945               | Major          | Christoph Kutscher            |

### Auszeichnungsträger
Insgesamt erhielten 19 Angehörige der 17. Infanterie-Division das Ritterkreuz des Eisernen Kreuzes und 50 das Deutsche Kreuz in Gold.
Höhere Verleihungsstufen des Ritterkreuzes:
- Oberst Karl Wilhelm Specht: Der Kommandeur des Infanterie-Regiments 55 erhielt am 16. Januar 1942 das Eichenlaub zum Ritterkreuz des Eisernen Kreuzes[3]
- Hauptmann d.R. Walter Elflein: Der Kommandeur des I. Bataillon/Grenadier-Regiment 55 erhielt am 5. Dezember 1943 das Eichenlaub zum Ritterkreuz des Eisernen Kreuzes[4]
- Generalmajor Max Sachsenheimer: Der Divisionskommandeur erhielt am 6. Februar 1945 das Eichenlaub mit Schwertern zum Ritterkreuz des Eisernen Kreuzes[5]

## Bekannte Divisionsangehörige
- Ernst Metz (1916–1980), Kompanieführer, Kompaniechef und Bataillonskommandeur im Infanterie-Regiment 21 und später Generalmajor des Heeres der Bundeswehr
- Johannes Gerber (1919–2004), war von 1978 bis 1980, als Generalmajor des Heeres der Bundeswehr, stellvertretender Kommandierender General des III. Korps